# Цукахара Наоя
Цукахара Наоя  (яп. 塚原 直也, нар. 25 червня 1977) — японський гімнаст, олімпійський чемпіон. Син п'ятиразового олімпійського чемпіона Цукахари Міцуо та учасниці змагань зі спортивної гімнастики Олімпіади-1968 Ода Тіко.

## Виступи на Олімпіадах
| Олімпіада    | Дисципліна       | Місце              |
| ------------ | ---------------- | ------------------ |
| Атланта 1996 | абсолютний залік | 12                 |
| Атланта 1996 | командний залік  | 10                 |
| Атланта 1996 | вільні вправи    | 14T (кваліфікація) |
| Атланта 1996 | опорний стрибок  | 23T (кваліфікація) |
| Атланта 1996 | паралельні бруси | 19 (кваліфікація)  |
| Атланта 1996 | перекладина      | 30 (кваліфікація)  |
| Атланта 1996 | кільця           | 48 (кваліфікація)  |
| Атланта 1996 | кінь             | 28 (кваліфікація)  |
| Сідней 2000  | абсолютний залік | 18                 |
| Сідней 2000  | командний залік  | 4                  |
| Сідней 2000  | вільні вправи    | 42T (кваліфікація) |
| Сідней 2000  | опорний стрибок  | 21T (кваліфікація) |
| Сідней 2000  | паралельні бруси | 54 (кваліфікація)  |
| Сідней 2000  | перекладина      | 8                  |
| Сідней 2000  | кільця           | 11T (кваліфікація) |
| Сідней 2000  | кінь             | 28T (кваліфікація) |
| Афіни 2004   | абсолютний залік | 48                 |
| Афіни 2004   | командний залік  | 1                  |
| Афіни 2004   | вільні вправи    | 4T (кваліфікація)  |
| Афіни 2004   | опорний стрибок  | 38T (кваліфікація) |
| Афіни 2004   | паралельні бруси | 21T (кваліфікація) |
| Афіни 2004   | кільця           | 13T (кваліфікація) |
| Афіни 2004   | кінь             | 12 (кваліфікація)  |